# Torneo Verano 2000 (México)
El Torneo de Verano 2000 fue la edición LXIII del campeonato de liga de la Primera División del fútbol mexicano; Se trató del octavo torneo corto, luego del cambio en el formato de competencia, con el que se cerró la temporada 1999-00. Toluca le ganó el campeonato a Santos y se coronó por sexta vez.

## Formato de competencia
Los 18 equipos participantes se dividen en 4 grupos, dos de cinco integrantes y dos de cuatro. Juegan todos contra todos a una sola ronda, por lo que cada equipo jugó 17 partidos. Al finalizar la temporada regular califican a la liguilla los 2 primeros lugares de cada grupo; si hubiera 1 o 2 clubes (no ubicados en esos dos primeros puestos) de un sector, con mejor desempeño estadístico que algún líder o sublíder de otro grupo, estos se medirán en la fase de reclasificación o repechaje en duelos a eliminación directa.

### Fase de calificación
En la fase de calificación participan los 18 clubes de la primera división profesional jugando todos contra todos durante las 17 jornadas respectivas, a un solo partido. Se observará el sistema de puntos. La ubicación en la tabla general está sujeta a lo siguiente:
1. Por juego ganado se obtendrán tres puntos.
2. Por juego empatado se obtendrá un punto.
3. Por juego perdido no se otorgan puntos.

El orden de los clubes al final de la Fase de Calificación del torneo corresponderá a la suma de los puntos obtenidos por cada uno de ellos y se presentará en forma descendente. Si al finalizar las 17 jornadas del torneo, dos o más clubes estuviesen empatados en puntos, su posición en la Tabla General será determinada atendiendo a los siguientes criterios de desempate:
1. Mejor diferencia entre los goles anotados y recibidos
2. Mayor número de goles anotados
3. Marcadores particulares entre los clubes empatados
4. Mayor número de goles anotados como visitante
5. Mejor ubicación en la Tabla General de Cocientes
6. Tabla Fair Play
7. Sorteo

### Fase final
Califican a la liguilla los 2 primeros lugares de cada grupo; si hubiera 1 o 2 clubes (no ubicados en esos dos primeros puestos) de un sector, con mejor desempeño estadístico que algún líder o sublíder de otro grupo, estos se medirán en la fase de reclasificación o repechaje en duelos a eliminación directa.
1.º vs 8.º 

2.º vs 7.º 

3.º vs 6.º 

4.º vs 5.º
En semifinales participarán los cuatro clubes vencedores de cuartos de final, reubicándolos del uno al cuatro, de acuerdo a su mejor posición en la Tabla General de Clasificación al término de la jornada 17, enfrentándose 1.º vs 4.º y 2.º vs 3.º.
Disputarán el título de Campeón del Torneo Verano 2000 los dos clubes vencedores de la fase semifinal.
Todos los partidos de esta fase serán en formato de ida y vuelta, eligiendo siempre el club que haya quedado mejor ubicado en la Tabla General de Clasificación el horario de su partido como local.
El criterio usado para definir una clasificación en las rondas de reclasificación, cuartos de final y semifinales en caso de empate global será otorgar esta al equipo con mejor posición en la tabla general al final de la fase regular. En cuanto a la final, un empate global luego del juego de vuelta, será dirimido con dos tiempos extras de 15 minutos cada uno, contando con la posibilidad del Gol de oro, y posteriormente Tiros desde el punto penal, hasta que se produjera un ganador.

## Equipos por Entidad Federativa
Para la temporada 1999-2000, la entidad federativa de la República Mexicana con más equipos profesionales en la Primera División fue la Ciudad de México con 5, seguida de Jalisco con 3, 2 para Nuevo León, Estado de México y Guanajuato.
| Santos Monterrey Tigres Morelia Atlas Guadalajara U.A.G León Celaya Necaxa Puebla Toluca T. Neza América Cruz Azul UNAM Pachuca Atlante | \| Entidad Federativa \| N.º \| Equipos \| \| ------------------ \| --- \| ----------------------------------------------- \| \| Distrito Federal \| 5 \| América, Cruz Azul, UNAM, Atlante y Club Necaxa \| \| Jalisco \| 3 \| Atlas, Tecos y Guadalajara \| \| Nuevo León \| 2 \| Monterrey y Tigres \| \| Estado de México \| 2 \| Toluca y Toros Neza \| \| Guanajuato \| 2 \| León y Atlético Celaya \| \| Coahuila \| 1 \| Santos \| \| Michoacán \| 1 \| Morelia \| \| Estado de Puebla \| 1 \| Puebla \| \| Estado de Hidalgo \| 1 \| Pachuca \| |                                                 |
| Entidad Federativa | N.º | Equipos                                         |
| Distrito Federal | 5 | América, Cruz Azul, UNAM, Atlante y Club Necaxa |
| Jalisco | 3 | Atlas, Tecos y Guadalajara                      |
| Nuevo León | 2 | Monterrey y Tigres                              |
| Estado de México | 2 | Toluca y Toros Neza                             |
| Guanajuato | 2 | León y Atlético Celaya                          |
| Coahuila | 1 | Santos                                          |
| Michoacán | 1 | Morelia                                         |
| Estado de Puebla | 1 | Puebla                                          |
| Estado de Hidalgo | 1 | Pachuca                                         |

## Información de los equipos
| Equipo      | Ciudad                               | Estadio                | Capacidad | Entrenador             | Patrocinador         | Kit          |
| ----------- | ------------------------------------ | ---------------------- | --------- | ---------------------- | -------------------- | ------------ |
| América     | México, D. F.                        | Azteca                 | 110 000   | Alfredo Tena           | Coca-Cola            | Adidas       |
| Atlante     | México, D. F.                        | Azteca                 | 110 000   | Eduardo Rergis         | Pepsi                | Garcis       |
| Atlas       | Guadalajara, Jalisco                 | Jalisco                | 60,000    | Ricardo La Volpe       | Corona Extra         | Atlética     |
| Celaya      | Celaya, Guanajuato                   | Miguel Alemán Valdés   | 25,000    | Rubén Omar Romano      | Gas Express Nieto    | Garcis       |
| Cruz Azul   | México, D. F.                        | Azul                   | 37,000    | José Luis Trejo        | Cemento Cruz Azul    | Fila         |
| Guadalajara | Guadalajara, Jalisco                 | Jalisco                | 60,000    | Ricardo Ferretti       | Cemento Tolteca      | Atlética     |
| León        | León, Guanajuato                     | Nou Camp               | 33,943    | José Luis Saldívar     | Resistol             | Atlética     |
| Monterrey   | Monterrey, Nuevo León                | Tecnológico            | 38,000    | Benito Floro           | Bimbo                | Atlética     |
| Morelia     | Morelia, Michoacán                   | Morelos                | 41,056    | Tomás Boy              | 3 Hermanos           | Atlética     |
| Necaxa      | México, D. F.                        | Azteca                 | 110 000   | Raúl Arias             | Coca-Cola            | Eescord      |
| Pachuca     | Pachuca, Hidalgo                     | Hidalgo                | 30,000    | Javier Aguirre         | Cemento Cruz Azul    | Atlética     |
| Puebla      | Puebla, Puebla                       | Cuauhtémoc             | 46,638    | Miguel Mejía Barón     | Volkswagen           | Atlética     |
| Santos      | Torreón, Coahuila                    | Corona                 | 18,500    | Fernando Quirarte      | Corona Extra         | Corona Sport |
| Tecos       | Zapopan, Jalisco                     | Tres de Marzo          | 30,015    | Óscar Quiroja          | MVS                  | Kappa        |
| Tigres      | San Nicolás de los Garza, Nuevo León | Universitario          | 43,600    | Víctor Manuel Vucetich | Cerveza Carta Blanca | Atlética     |
| Toluca      | Toluca, Estado de México             | La Bombonera           | 27,000    | Enrique Meza           | Cerveza Victoria     | Atlética     |
| Toros Neza  | Nezahualcóyotl, Estado de México     | Neza 86                | 28,000    | Nelson Sanhueza        | Autofin              | Joma         |
| UNAM        | México, D. F.                        | Olímpico Universitario | 66,000    | Hugo Sánchez           | Banamex              | Nike         |

### Cambio de entrenadores
- Luis Fernando Tena -  José Luis Trejo (Cruz Azul)
- Rafael Amador Flores -  Hugo Sánchez (UNAM)
- Rafael Puente -   Óscar Quiroja (Tecos)
- Carlos Reinoso -  José Luis Saldívar (León)
- Zlatko Petricevic -  Eduardo Rergis (Atlante)

## Torneo regular
| Toluca      | 1-0 | Tecos   | Nemesio Díez         | 15 de enero | 15:00 |
| Monterrey   | 2-1 | Pachuca | Tecnológico          | 15 de enero | 17:00 |
| Celaya      | 2-1 | Puebla  | Miguel Alemán Valdés | 15 de enero | 20:15 |
| Atlas       | 0-4 | Tigres  | Jalisco              | 15 de enero | 20:45 |
| Guadalajara | 4-1 | Morelia | Jalisco              | 16 de enero | 12:00 |
| León        | 1-1 | UNAM    | León                 | 16 de enero | 12:00 |
| Toros Neza  | 0-5 | América | Neza 86              | 16 de enero | 14:00 |
| Atlante     | 1-2 | Santos  | Azteca               | 16 de enero | 16:00 |
| Cruz Azul   | 0-3 | Necaxa  | Azul                 | 26 de enero | 20:00 |

| Tecos   | 0-1 | Monterrey   | Tres de Marzo | 21 de enero | 20:30 |
| Necaxa  | 2-1 | Toros Neza  | Azteca        | 22 de enero | 15:00 |
| Puebla  | 2-1 | León        | Cuauhtémoc    | 22 de enero | 19:00 |
| Tigres  | 0-0 | Celaya      | Universitario | 22 de enero | 20:00 |
| Pachuca | 3-2 | Cruz Azul   | Hidalgo       | 23 de enero | 12:00 |
| Morelia | 3-1 | Atlante     | Morelos       | 23 de enero | 12:00 |
| UNAM    | 0-0 | Guadalajara | Corregidora   | 23 de enero | 12:00 |
| Santos  | 4-2 | Toluca      | Corona        | 23 de enero | 16:00 |
| América | 4-1 | Atlas       | Azteca        | 23 de enero | 16:00 |

| Toluca      | 2-1 | Morelia    | Nemesio Díez         | 29 de enero | 15:00 |
| Cruz Azul   | 5-1 | Tecos      | Azul                 | 29 de enero | 17:00 |
| Monterrey   | 0-0 | Santos     | Tecnológico          | 29 de enero | 17:00 |
| Celaya      | 3-1 | América    | Miguel Alemán Valdés | 29 de enero | 20:15 |
| Atlas       | 6-1 | Toros Neza | Jalisco              | 29 de enero | 20:45 |
| Pachuca     | 0-4 | Necaxa     | Hidalgo              | 30 de enero | 12:00 |
| León        | 0-0 | Tigres     | León                 | 30 de enero | 12:00 |
| Guadalajara | 1-1 | Puebla     | Jalisco              | 30 de enero | 12:00 |
| Atlante     | 0-1 | UNAM       | Azteca               | 30 de enero | 16:00 |

| Tecos      | 1-0 | Pachuca     | Tres de Marzo | 4 de febrero  | 20:30 |
| Tigres     | 0-1 | Guadalajara | Universitario | 5 de febrero  | 17:00 |
| Puebla     | 4-0 | Atlante     | Cuauhtémoc    | 5 de febrero  | 19:00 |
| Morelia    | 5-0 | Monterrey   | Morelos       | 6 de febrero  | 12:00 |
| UNAM       | 3-6 | Toluca      | Corregidora   | 6 de febrero  | 12:00 |
| Toros Neza | 4-3 | Celaya      | Neza 86       | 6 de febrero  | 12:00 |
| Santos     | 3-1 | Cruz Azul   | Corona        | 6 de febrero  | 16:00 |
| América    | 4-2 | León        | Azteca        | 6 de febrero  | 16:00 |
| Necaxa     | 3-2 | Atlas       | Azteca        | 16 de febrero | 17:00 |

| Tecos       | 4-1 | Necaxa     | Tres de Marzo        | 11 de febrero | 20:30 |
| Toluca      | 5-0 | Puebla     | Nemesio Díez         | 12 de febrero | 15:00 |
| Monterrey   | 3-2 | UNAM       | Tecnológico          | 12 de febrero | 17:00 |
| Celaya      | 2-2 | Atlas      | Miguel Alemán Valdés | 12 de febrero | 20:15 |
| León        | 1-2 | Toros Neza | León                 | 13 de febrero | 12:00 |
| Pachuca     | 1-1 | Santos     | Hidalgo              | 13 de febrero | 12:00 |
| Guadalajara | 3-0 | América    | Jalisco              | 13 de febrero | 12:30 |
| Cruz Azul   | 1-1 | Morelia    | Azul                 | 1 de marzo    | 20:30 |
| Atlante     | 0-1 | Tigres     | Azteca               | 15 de marzo   | 12:00 |

| Necaxa     | 1-1 | Celaya      | Azteca                 | 19 de febrero | 15:00 |
| Puebla     | 4-2 | Monterrey   | Cuauhtémoc             | 19 de febrero | 19:00 |
| Atlas      | 2-0 | León        | Jalisco                | 19 de febrero | 20:45 |
| Toros Neza | 1-3 | Guadalajara | Neza 86                | 20 de febrero | 12:00 |
| Morelia    | 1-1 | Pachuca     | Morelos                | 20 de febrero | 12:00 |
| Santos     | 2-0 | Tecos       | Corona                 | 20 de febrero | 16:00 |
| América    | 1-1 | Atlante     | Azteca                 | 20 de febrero | 18:30 |
| UNAM       | 1-3 | Cruz Azul   | Olímpico Universitario | 15 de marzo   | 20:30 |
| Tigres     | 1-2 | Toluca      | Universitario          | 22 de marzo   | 17:00 |

| Tecos       | 1-3 | Morelia    | Tres de Marzo | 25 de febrero | 20:30 |
| Toluca      | 2-4 | América    | Nemesio Díez  | 26 de febrero | 15:00 |
| Cruz Azul   | 3-1 | Puebla     | Azul          | 26 de febrero | 17:00 |
| Guadalajara | 1-3 | Atlas      | Jalisco       | 26 de febrero | 20:00 |
| Pachuca     | 2-2 | UNAM       | Hidalgo       | 27 de febrero | 12:00 |
| León        | 4-1 | Celaya     | León          | 27 de febrero | 12:00 |
| Santos      | 2-2 | Necaxa     | Corona        | 27 de febrero | 16:00 |
| Atlante     | 3-2 | Toros Neza | Azteca        | 27 de febrero | 16:00 |
| Monterrey   | 0-0 | Tigres     | Tecnológico   | 5 de abril    | 20:45 |

| Necaxa     | 1-1 | León        | Azteca                 | 4 de marzo | 15:00 |
| Tigres     | 3-2 | Cruz Azul   | Universitario          | 4 de marzo | 17:00 |
| Celaya     | 1-1 | Guadalajara | Miguel Alemán Valdés   | 4 de marzo | 17:00 |
| Puebla     | 0-0 | Pachuca     | Cuauhtémoc             | 4 de marzo | 19:00 |
| Atlas      | 3-1 | Atlante     | Jalisco                | 4 de marzo | 20:45 |
| UNAM       | 2-1 | Tecos       | Olímpico Universitario | 5 de marzo | 12:00 |
| Morelia    | 0-0 | Santos      | Morelos                | 5 de marzo | 12:00 |
| Toros Neza | 0-1 | Toluca      | Neza 86                | 5 de marzo | 16:00 |
| América    | 1-1 | Monterrey   | Azteca                 | 6 de marzo | 21:00 |

| Tecos       | 1-1 | Puebla     | Tres de Marzo | 10 de marzo | 20:30 |
| Toluca      | 2-1 | Atlas      | Nemesio Díez  | 11 de marzo | 15:00 |
| Monterrey   | 0-3 | Toros Neza | Tecnológico   | 11 de marzo | 17:00 |
| Cruz Azul   | 2-3 | América    | Azul          | 11 de marzo | 17:00 |
| Pachuca     | 1-0 | Tigres     | Hidalgo       | 12 de marzo | 12:00 |
| Guadalajara | 1-0 | León       | Jalisco       | 12 de marzo | 12:00 |
| Morelia     | 0-0 | Necaxa     | Morelos       | 12 de marzo | 12:00 |
| Atlante     | 1-1 | Celaya     | Azteca        | 12 de marzo | 16:00 |
| Santos      | 1-0 | UNAM       | Corona        | 12 de marzo | 16:00 |

| Necaxa     | 0-0 | Guadalajara | Azteca                 | 18 de marzo | 15:00 |
| Tigres     | 5-1 | Tecos       | Universitario          | 18 de marzo | 17:00 |
| Puebla     | 3-1 | Santos      | Cuauhtémoc             | 18 de marzo | 19:00 |
| Celaya     | 2-3 | Toluca      | Miguel Alemán Valdés   | 18 de marzo | 20:15 |
| Atlas      | 1-0 | Monterrey   | Jalisco                | 18 de marzo | 20:45 |
| UNAM       | 2-0 | Morelia     | Olímpico Universitario | 19 de marzo | 12:00 |
| León       | 2-2 | Atlante     | León                   | 19 de marzo | 12:00 |
| Toros Neza | 1-0 | Cruz Azul   | Neza 86                | 19 de marzo | 16:00 |
| América    | 0-0 | Pachuca     | Azteca                 | 19 de marzo | 16:00 |

| Tecos     | 3-2 | América     | Tres de Marzo          | 24 de marzo | 20:30 |
| Toluca    | 3-0 | León        | Nemesio Díez           | 25 de marzo | 15:00 |
| Monterrey | 2-2 | Celaya      | Tecnológico            | 25 de marzo | 17:00 |
| Cruz Azul | 1-1 | Atlas       | Azul                   | 25 de marzo | 17:00 |
| UNAM      | 3-0 | Necaxa      | Olímpico Universitario | 26 de marzo | 12:00 |
| Morelia   | 2-2 | Puebla      | Morelos                | 26 de marzo | 12:00 |
| Pachuca   | 0-1 | Toros Neza  | Hidalgo                | 26 de marzo | 12:00 |
| Santos    | 5-0 | Tigres      | Corona                 | 26 de marzo | 16:00 |
| Atlante   | 0-1 | Guadalajara | Azteca                 | 26 de marzo | 16:00 |

| América     | 6-1 | Santos    | Azteca               | 31 de marzo | 20:30 |
| Necaxa      | 4-0 | Atlante   | Azteca               | 1 de abril  | 15:00 |
| Tigres      | 3-3 | Morelia   | Universitario        | 1 de abril  | 17:00 |
| Puebla      | 1-3 | UNAM      | Cuauhtémoc           | 1 de abril  | 19:00 |
| Celaya      | 1-0 | Cruz Azul | Miguel Alemán Valdés | 1 de abril  | 20:15 |
| León        | 4-0 | Monterrey | León                 | 2 de abril  | 12:00 |
| Guadalajara | 1-1 | Toluca    | Jalisco              | 2 de abril  | 12:00 |
| Toros Neza  | 1-2 | Tecos     | Neza 86              | 2 de abril  | 16:00 |
| Atlas       | 3-1 | Pachuca   | Jalisco              | 12 de abril | 20:45 |

| Toluca    | 2-0 | Atlante     | Nemesio Díez           | 8 de abril | 15:00 |
| Cruz Azul | 6-3 | León        | Azul                   | 8 de abril | 17:00 |
| Monterrey | 1-1 | Guadalajara | Tecnológico            | 8 de abril | 17:00 |
| UNAM      | 0-2 | Tigres      | Olímpico Universitario | 9 de abril | 12:00 |
| Pachuca   | 2-0 | Celaya      | Hidalgo                | 9 de abril | 12:00 |
| Morelia   | 2-0 | América     | Morelos                | 9 de abril | 12:00 |
| Necaxa    | 2-2 | Puebla      | Azteca                 | 9 de abril | 16:00 |
| Santos    | 2-2 | Toros Neza  | Corona                 | 9 de abril | 16:00 |
| Tecos     | 0-1 | Atlas       | Tres de Marzo          | 5 de mayo  | 20:30 |

| Toluca      | 3-1 | Necaxa    | Nemesio Díez           | 15 de abril | 15:00 |
| Tigres      | 0-1 | Puebla    | Universitario          | 15 de abril | 17:00 |
| Celaya      | 3-2 | Tecos     | Miguel Alemán Valdés   | 15 de abril | 20:15 |
| Atlas       | 2-2 | Santos    | Jalisco                | 15 de abril | 20:45 |
| Guadalajara | 3-4 | Cruz Azul | Jalisco                | 16 de abril | 12:00 |
| UNAM        | 4-1 | América   | Olímpico Universitario | 16 de abril | 12:00 |
| León        | 2-1 | Pachuca   | León                   | 16 de abril | 12:00 |
| Toros Neza  | 1-3 | Morelia   | Neza 86                | 16 de abril | 16:00 |
| Atlante     | 1-1 | Monterrey | Azteca                 | 16 de abril | 16:00 |

| Tecos     | 2-0 | León        | Tres de Marzo          | 19 de abril | 20:30 |
| Monterrey | 6-2 | Toluca      | Tecnológico            | 22 de abril | 17:00 |
| Cruz Azul | 2-2 | Atlante     | Azul                   | 22 de abril | 17:00 |
| Puebla    | 2-2 | América     | Cuauhtémoc             | 22 de abril | 19:00 |
| Necaxa    | 1-1 | Tigres      | Azteca                 | 22 de abril | 21:00 |
| Morelia   | 2-2 | Atlas       | Morelos                | 23 de abril | 12:00 |
| Pachuca   | 2-0 | Guadalajara | Hidalgo                | 23 de abril | 12:00 |
| Santos    | 1-0 | Celaya      | Corona                 | 23 de abril | 16:00 |
| UNAM      | 3-1 | Toros Neza  | Olímpico Universitario | 3 de mayo   | 20:00 |

| Toluca      | 3-2 | Cruz Azul | Nemesio Díez         | 29 de abril | 15:00 |
| Atlante     | 2-1 | Pachuca   | Azteca               | 29 de abril | 16:00 |
| Monterrey   | 1-0 | Necaxa    | Tecnológico          | 29 de abril | 17:00 |
| América     | 2-2 | Tigres    | Azteca               | 29 de abril | 19:00 |
| Celaya      | 1-1 | Morelia   | Miguel Alemán Valdés | 29 de abril | 20:15 |
| Atlas       | 0-0 | UNAM      | Jalisco              | 29 de abril | 20:45 |
| Guadalajara | 4-0 | Tecos     | Jalisco              | 30 de abril | 12:00 |
| León        | 2-2 | Santos    | León                 | 30 de abril | 12:00 |
| Toros Neza  | 1-0 | Puebla    | Neza 86              | 30 de abril | 16:00 |

| Necaxa    | 2-0 | América     | Azteca                 | 6 de mayo | 17:00 |
| Tigres    | 3-3 | Toros Neza  | Universitario          | 6 de mayo | 17:00 |
| Pachuca   | 2-4 | Toluca      | Hidalgo                | 7 de mayo | 12:00 |
| Cruz Azul | 4-0 | Monterrey   | Azul                   | 7 de mayo | 16:00 |
| UNAM      | 2-0 | Celaya      | Olímpico Universitario | 7 de mayo | 16:00 |
| Puebla    | 5-2 | Atlas       | Cuauhtémoc             | 7 de mayo | 16:00 |
| Santos    | 2-0 | Guadalajara | Corona                 | 7 de mayo | 16:00 |
| Morelia   | 0-0 | León        | Morelos                | 7 de mayo | 16:00 |
| Tecos     | 3-1 | Atlante     | Tres de Marzo          | 8 de mayo | 20:00 |

## Clasificación
| Pos. | Equipo          | Pts. | PJ | G  | E | P  | GF | GC | Dif. | Clasificación                   |
| ---- | --------------- | ---- | -- | -- | - | -- | -- | -- | ---- | ------------------------------- |
| 1    | Toluca (C)      | 40   | 17 | 13 | 1 | 3  | 44 | 28 | +16  | Cuartos de final de la liguilla |
| 2    | Santos          | 31   | 17 | 8  | 7 | 2  | 31 | 22 | +9   | Cuartos de final de la liguilla |
| 3    | UNAM            | 28   | 17 | 8  | 4 | 5  | 29 | 22 | +7   | Cuartos de final de la liguilla |
| 4    | Guadalajara     | 27   | 17 | 7  | 6 | 4  | 25 | 17 | +8   | Cuartos de final de la liguilla |
| 5    | Atlas           | 26   | 17 | 7  | 5 | 5  | 32 | 29 | +3   | Cuartos de final de la liguilla |
| 6    | Necaxa          | 25   | 17 | 6  | 7 | 4  | 27 | 21 | +6   | Cuartos de final de la liguilla |
| 7    | Morelia         | 24   | 17 | 5  | 9 | 3  | 28 | 21 | +7   | Cuartos de final de la liguilla |
| 8    | Puebla          | 24   | 17 | 6  | 6 | 5  | 30 | 28 | +2   | Cuartos de final de la liguilla |
| 9    | América         | 23   | 17 | 6  | 5 | 6  | 36 | 31 | +5   |                                 |
| 10   | Tigres          | 22   | 17 | 5  | 7 | 5  | 25 | 22 | +3   |                                 |
| 11   | Cruz Azul       | 21   | 17 | 6  | 3 | 8  | 38 | 33 | +5   |                                 |
| 12   | Monterrey       | 21   | 17 | 5  | 6 | 6  | 20 | 31 | −11  |                                 |
| 13   | Toros Neza (D)  | 20   | 17 | 6  | 2 | 9  | 25 | 37 | −12  | Descenso de categoría           |
| 14   | Atlético Celaya | 19   | 17 | 4  | 7 | 6  | 23 | 28 | −5   |                                 |
| 15   | Tecos UAG       | 19   | 17 | 6  | 1 | 10 | 22 | 33 | −11  |                                 |
| 16   | Pachuca         | 17   | 17 | 4  | 5 | 8  | 18 | 25 | −7   |                                 |
| 17   | León            | 15   | 17 | 3  | 6 | 8  | 23 | 30 | −7   |                                 |
| 18   | Atlante         | 11   | 17 | 2  | 5 | 10 | 16 | 34 | −18  |                                 |

 Fuente: Torneo Verano 2000

### Grupos

#### Grupo 1
| Pos. | Equipo         | Pts. | PJ | G  | E | P  | GF | GC | Dif. | Clasificación                   |
| ---- | -------------- | ---- | -- | -- | - | -- | -- | -- | ---- | ------------------------------- |
| 1    | Toluca (C)     | 40   | 17 | 13 | 1 | 3  | 44 | 28 | +16  | Cuartos de final de la liguilla |
| 2    | UNAM           | 28   | 17 | 8  | 4 | 5  | 29 | 22 | +7   | Cuartos de final de la liguilla |
| 3    | Toros Neza (D) | 20   | 17 | 6  | 2 | 9  | 25 | 37 | −12  | Descenso de categoría           |
| 4    | Tecos UAG      | 19   | 17 | 6  | 1 | 10 | 22 | 33 | −11  |                                 |
| 5    | León           | 15   | 17 | 3  | 6 | 8  | 23 | 30 | −7   |                                 |

 Fuente: MedioTiempo

#### Grupo 2
| Pos. | Equipo          | Pts. | PJ | G | E | P | GF | GC | Dif. | Clasificación                   |
| ---- | --------------- | ---- | -- | - | - | - | -- | -- | ---- | ------------------------------- |
| 1    | Morelia         | 24   | 17 | 5 | 9 | 3 | 28 | 21 | +7   | Cuartos de final de la liguilla |
| 2    | Puebla          | 24   | 17 | 6 | 6 | 5 | 30 | 28 | +2   | Cuartos de final de la liguilla |
| 3    | Cruz Azul       | 21   | 17 | 6 | 3 | 8 | 38 | 33 | +5   |                                 |
| 4    | Monterrey       | 21   | 17 | 5 | 6 | 6 | 20 | 31 | −11  |                                 |
| 5    | Atlético Celaya | 19   | 17 | 4 | 7 | 6 | 23 | 28 | −5   |                                 |

 Fuente: MedioTiempo

#### Grupo 3
| Pos. | Equipo  | Pts. | PJ | G | E | P  | GF | GC | Dif. | Clasificación                   |
| ---- | ------- | ---- | -- | - | - | -- | -- | -- | ---- | ------------------------------- |
| 1    | Santos  | 31   | 17 | 8 | 7 | 2  | 31 | 22 | +9   | Cuartos de final de la liguilla |
| 2    | Atlas   | 26   | 17 | 7 | 5 | 5  | 32 | 29 | +3   | Cuartos de final de la liguilla |
| 3    | América | 23   | 17 | 6 | 5 | 6  | 36 | 31 | +5   |                                 |
| 4    | Atlante | 11   | 17 | 2 | 5 | 10 | 16 | 34 | −18  |                                 |

 Fuente: MedioTiempo

#### Grupo 4
| Pos. | Equipo      | Pts. | PJ | G | E | P | GF | GC | Dif. | Clasificación                   |
| ---- | ----------- | ---- | -- | - | - | - | -- | -- | ---- | ------------------------------- |
| 1    | Guadalajara | 27   | 17 | 7 | 6 | 4 | 25 | 17 | +8   | Cuartos de final de la liguilla |
| 2    | Necaxa      | 25   | 17 | 6 | 7 | 4 | 27 | 21 | +6   | Cuartos de final de la liguilla |
| 3    | Tigres      | 22   | 17 | 5 | 7 | 5 | 25 | 22 | +3   |                                 |
| 4    | Pachuca     | 17   | 17 | 4 | 5 | 8 | 18 | 25 | −7   |                                 |

 Fuente: MedioTiempo

## Tabla de cocientes
| Posición | Equipo      | I-1997 | V-1998 | I-1998 | V-1999 | I-1999 | V-2000 | Puntos | Juegos | Cociente |
| -------- | ----------- | ------ | ------ | ------ | ------ | ------ | ------ | ------ | ------ | -------- |
| 1        | Toluca      | 19     | 33     | 36     | 39     | 32     | 40     | 199    | 102    | 1.9509   |
| 2        | Cruz Azul   | 31     | 30     | 40     | 31     | 27     | 21     | 180    | 102    | 1.7647   |
| 3        | Atlas       | 23     | 30     | 26     | 34     | 38     | 26     | 177    | 102    | 1.7352   |
| 4        | Guadalajara | 29     | 19     | 34     | 26     | 28     | 27     | 163    | 102    | 1.5980   |
| 5        | América     | 29     | 26     | 22     | 31     | 28     | 23     | 159    | 102    | 1.5588   |
| 6        | Necaxa      | 18     | 32     | 32     | 22     | 30     | 25     | 159    | 102    | 1.5588   |
| 7        | Morelia     | 28     | 21     | 27     | 25     | 22     | 24     | 147    | 102    | 1.4411   |
| 8        | Santos      | 16     | 26     | 17     | 29     | 20     | 31     | 139    | 102    | 1.3627   |
| 9        | Tecos       | 16     | 30     | 31     | 19     | 23     | 19     | 138    | 102    | 1.3529   |
| 10       | UNAM        | 16     | 21     | 26     | 21     | 21     | 28     | 133    | 102    | 1.3039   |
| 11       | Puebla      | 0      | 0      | 0      | 0      | 20     | 24     | 44     | 34     | 1.2941   |
| 12       | Tigres      | 18     | 23     | 22     | 23     | 22     | 22     | 130    | 102    | 1.2745   |
| 13       | Pachuca     | 0      | 0      | 16     | 24     | 26     | 17     | 83     | 68     | 1.2205   |
| 14       | Celaya      | 20     | 15     | 22     | 24     | 19     | 19     | 119    | 102    | 1.1666   |
| 15       | Atlante     | 30     | 23     | 19     | 18     | 16     | 11     | 117    | 102    | 1.1470   |
| 16       | León        | 32     | 17     | 16     | 16     | 18     | 15     | 114    | 102    | 1.1176   |
| 17       | Monterrey   | 22     | 18     | 19     | 14     | 20     | 21     | 114    | 102    | 1.1176   |
| 18       | Toros Neza  | 23     | 24     | 9      | 17     | 12     | 20     | 105    | 102    | 1.0294   |

     Descendido a la Primera A.

## Liguilla
|  | Cuartos de final                                                | Cuartos de final                                                | Cuartos de final                                                | Cuartos de final                                                | Cuartos de final                                                |   |   | Semifinales                                                    | Semifinales                                                    | Semifinales                                                    | Semifinales                                                    | Semifinales                                                    |  |   | Final                                                | Final                                                | Final                                                | Final                                                | Final                                                |  |
|  | 14 al 18 de mayo de 2000 (ida) 20 y 21 de mayo de 2000 (vuelta) | 14 al 18 de mayo de 2000 (ida) 20 y 21 de mayo de 2000 (vuelta) | 14 al 18 de mayo de 2000 (ida) 20 y 21 de mayo de 2000 (vuelta) | 14 al 18 de mayo de 2000 (ida) 20 y 21 de mayo de 2000 (vuelta) | 14 al 18 de mayo de 2000 (ida) 20 y 21 de mayo de 2000 (vuelta) |   |   | 24 y 25 de mayo de 2000 (ida) 27 y 28 de mayo de 2000 (vuelta) | 24 y 25 de mayo de 2000 (ida) 27 y 28 de mayo de 2000 (vuelta) | 24 y 25 de mayo de 2000 (ida) 27 y 28 de mayo de 2000 (vuelta) | 24 y 25 de mayo de 2000 (ida) 27 y 28 de mayo de 2000 (vuelta) | 24 y 25 de mayo de 2000 (ida) 27 y 28 de mayo de 2000 (vuelta) |  |   | 30 de mayo de 2000 (ida) 3 de junio de 2000 (vuelta) | 30 de mayo de 2000 (ida) 3 de junio de 2000 (vuelta) | 30 de mayo de 2000 (ida) 3 de junio de 2000 (vuelta) | 30 de mayo de 2000 (ida) 3 de junio de 2000 (vuelta) | 30 de mayo de 2000 (ida) 3 de junio de 2000 (vuelta) |  |
|  |                                                                 |                                                                 |                                                                 |                                                                 |                                                                 |   |   |                                                                |                                                                |                                                                |                                                                |                                                                |  |   |                                                      |                                                      |                                                      |                                                      |                                                      |  |
|  |                                                                 |                                                                 |                                                                 |                                                                 |                                                                 |   |   |                                                                |                                                                |                                                                |                                                                |                                                                |  |   |                                                      |                                                      |                                                      |                                                      |                                                      |  |
|  | 1                                                               | Toluca                                                          | 2                                                               | 7                                                               | 9                                                               |   |   |                                                                |                                                                |                                                                |                                                                |                                                                |  |   |                                                      |                                                      |                                                      |                                                      |                                                      |  |
|  | 1                                                               | Toluca                                                          | 2                                                               | 7                                                               | 9                                                               |   |   |                                                                |                                                                |                                                                |                                                                |                                                                |  |   |                                                      |                                                      |                                                      |                                                      |                                                      |  |
|  | 8                                                               | Puebla                                                          | 0                                                               | 0                                                               | 0                                                               |   |   |                                                                |                                                                |                                                                |                                                                |                                                                |  |   |                                                      |                                                      |                                                      |                                                      |                                                      |  |
|  | 8                                                               | Puebla                                                          | 0                                                               | 0                                                               | 0                                                               |   | 1 | Toluca                                                         | 4                                                              | 2                                                              | 6                                                              |                                                                |  |   |                                                      |                                                      |                                                      |                                                      |                                                      |  |
|  |                                                                 |                                                                 |                                                                 |                                                                 |                                                                 |   | 1 | Toluca                                                         | 4                                                              | 2                                                              | 6                                                              |                                                                |  |   |                                                      |                                                      |                                                      |                                                      |                                                      |  |
|  |                                                                 |                                                                 | 4                                                               | Guadalajara                                                     | 1                                                               | 2 | 3 |                                                                |                                                                |                                                                |                                                                |                                                                |  |   |                                                      |                                                      |                                                      |                                                      |                                                      |  |
|  | 4                                                               | Guadalajara (*)                                                 | 4                                                               | Guadalajara                                                     | 1                                                               | 2 | 3 | 1                                                              | 1                                                              | 2                                                              |                                                                |                                                                |  |   |                                                      |                                                      |                                                      |                                                      |                                                      |  |
|  | 4                                                               | Guadalajara (*)                                                 |                                                                 |                                                                 |                                                                 |   |   |                                                                |                                                                | 2                                                              |                                                                |                                                                |  |   |                                                      |                                                      |                                                      |                                                      |                                                      |  |
|  | 5                                                               | Atlas                                                           | 1                                                               | 1                                                               | 2                                                               |   |   |                                                                |                                                                |                                                                |                                                                |                                                                |  |   |                                                      |                                                      |                                                      |                                                      |                                                      |  |
|  | 5                                                               | Atlas                                                           | 1                                                               | 1                                                               | 2                                                               |   |   |                                                                |                                                                |                                                                |                                                                |                                                                |  | 1 | Toluca                                               | 2                                                    | 5                                                    | 7                                                    |                                                      |  |
|  |                                                                 |                                                                 |                                                                 |                                                                 |                                                                 |   |   |                                                                |                                                                |                                                                |                                                                |                                                                |  | 1 | Toluca                                               | 2                                                    | 5                                                    | 7                                                    |                                                      |  |
|  |                                                                 |                                                                 | 2                                                               | Santos                                                          | 0                                                               | 1 | 1 |                                                                |                                                                |                                                                |                                                                |                                                                |  |   |                                                      |                                                      |                                                      |                                                      |                                                      |  |
|  | 2                                                               | Santos (*)                                                      | 2                                                               | Santos                                                          | 0                                                               | 1 | 1 | 3                                                              | 0                                                              | 3                                                              |                                                                |                                                                |  |   |                                                      |                                                      |                                                      |                                                      |                                                      |  |
|  | 2                                                               | Santos (*)                                                      |                                                                 |                                                                 |                                                                 |   |   |                                                                |                                                                | 3                                                              |                                                                |                                                                |  |   |                                                      |                                                      |                                                      |                                                      |                                                      |  |
|  | 7                                                               | Morelia                                                         | 2                                                               | 1                                                               | 3                                                               |   |   |                                                                |                                                                |                                                                |                                                                |                                                                |  |   |                                                      |                                                      |                                                      |                                                      |                                                      |  |
|  | 7                                                               | Morelia                                                         | 2                                                               | 1                                                               | 3                                                               |   | 2 | Santos                                                         | 1                                                              | 1                                                              | 2                                                              |                                                                |  |   |                                                      |                                                      |                                                      |                                                      |                                                      |  |
|  |                                                                 |                                                                 |                                                                 |                                                                 |                                                                 |   | 2 | Santos                                                         | 1                                                              | 1                                                              | 2                                                              |                                                                |  |   |                                                      |                                                      |                                                      |                                                      |                                                      |  |
|  |                                                                 |                                                                 | 3                                                               | UNAM                                                            | 1                                                               | 0 | 1 |                                                                |                                                                |                                                                |                                                                |                                                                |  |   |                                                      |                                                      |                                                      |                                                      |                                                      |  |
|  | 3                                                               | UNAM                                                            | 3                                                               | UNAM                                                            | 1                                                               | 0 | 1 | 4                                                              | 2                                                              | 6                                                              |                                                                |                                                                |  |   |                                                      |                                                      |                                                      |                                                      |                                                      |  |
|  | 3                                                               | UNAM                                                            |                                                                 |                                                                 |                                                                 |   |   |                                                                |                                                                | 6                                                              |                                                                |                                                                |  |   |                                                      |                                                      |                                                      |                                                      |                                                      |  |
|  | 6                                                               | Necaxa                                                          | 3                                                               | 1                                                               | 4                                                               |   |   |                                                                |                                                                |                                                                |                                                                |                                                                |  |   |                                                      |                                                      |                                                      |                                                      |                                                      |  |
|  | 6                                                               | Necaxa                                                          | 3                                                               | 1                                                               | 4                                                               |   |   |                                                                |                                                                |                                                                |                                                                |                                                                |  |   |                                                      |                                                      |                                                      |                                                      |                                                      |  |
|  |                                                                 |                                                                 |                                                                 |                                                                 |                                                                 |   |   |                                                                |                                                                |                                                                |                                                                |                                                                |  |   |                                                      |                                                      |                                                      |                                                      |                                                      |  |

- (*) Avanza por su posición en la tabla

|                           |
| Toluca Campeón 6º título. |

### Cuartos de final
| 17 de mayo de 2000, 19:00 | Puebla | 0:2 (0:0) | Toluca             | Estadio Cuauhtémoc, Puebla   |                              |
|                           |        | Reporte   | C. Morales 48' 72' | Árbitro(s): Germán Arredondo | Árbitro(s): Germán Arredondo |

| 20 de mayo de 2000, 15:00                                                    | Toluca                                                     | 7:0 (1:0) (Global 9:0) | Puebla | Estadio Nemesio Díez, Toluca |                            |
|                                                                              | C. Morales 36' 63' 84' · Cardozo 48' 50' 74' · V. Ruiz 90' | Reporte                |        | Árbitro(s): Eduardo Brizio   | Árbitro(s): Eduardo Brizio |
| Toluca avanzó a Semifinales. Mayor goleada en liguillas por marcador global. |                                                            |                        |        |                              |                            |

| 18 de mayo de 2000, 15:00 | Morelia               | 2:3 (1:0) | Santos                        | Estadio Morelos, Morelia            |                                     |
|                           | García 11' · Alex 67' | Reporte   | Borgetti 65' 90' · Romero 75' | Árbitro(s): Marco Antonio Rodríguez | Árbitro(s): Marco Antonio Rodríguez |

| 21 de mayo de 2000, 16:00                                   | Santos | 0:1 (0:1) (Global 3:3) | Morelia        | Estadio Corona, Torreón         |                                 |
|                                                             |        | Reporte                | H. Morales 31' | Árbitro(s): Edgar Ulises Rangel | Árbitro(s): Edgar Ulises Rangel |
| Santos avanzó a Semifinales por mejor posición en la tabla. |        |                        |                |                                 |                                 |

| 18 de mayo de 2000, 21:00 | Necaxa                               | 3:4 (2:4) | UNAM                                             | Estadio Azteca, Ciudad de México |                               |
|                           | Cabrera 3' · Almaguer 8' · Pérez 57' | Reporte   | I. González 7' 39' · C. Ramírez 23' · Olalde 30' | Árbitro(s): Armando Archundia    | Árbitro(s): Armando Archundia |

| 21 de mayo de 2000, 13:00  | UNAM           | 2:1 (0:1) (Global 6:4) | Necaxa      | Estadio Olímpico Universitario, Ciudad de México |                             |
|                            | Olalde 65' 85' | Reporte                | Aguinaga 9' | Árbitro(s): Antonio Marrufo                      | Árbitro(s): Antonio Marrufo |
| UNAM avanzó a Semifinales. |                |                        |             |                                                  |                             |

| 14 de mayo de 2000, 18:00 | Atlas                   | 1:1 (1:0) | Guadalajara | Estadio Jalisco, Guadalajara |                             |
|                           | J. Rodríguez 43' (pen.) | Reporte   | M. Ruiz 88' | Árbitro(s): Gilberto Alcalá  | Árbitro(s): Gilberto Alcalá |

| 21 de mayo de 2000, 12:00                                        | Guadalajara | 1:1 (0:0) (Global 2:2) | Atlas        | Estadio Jalisco, Guadalajara  |                               |
|                                                                  | M. Ruiz 77' | Reporte                | Castillo 59' | Árbitro(s): Felipe Ramos Rizo | Árbitro(s): Felipe Ramos Rizo |
| Guadalajara avanzó a Semifinales por mejor posición en la tabla. |             |                        |              |                               |                               |

### Semifinales
| 24 de mayo de 2000, 12:00 | Guadalajara | 1:4 (1:2) | Toluca                                         | Estadio Jalisco, Guadalajara  |                               |
|                           | Mendoza 38' | Reporte   | Cardozo 10' 54' · C. Morales 26' · V. Ruiz 47' | Árbitro(s): Armando Archundia | Árbitro(s): Armando Archundia |

| 27 de mayo de 2000, 15:00 | Toluca                    | 2:2 (2:1) (Global 6:3) | Guadalajara               | Estadio Nemesio Díez, Toluca    |                                 |
|                           | Cardozo 12' · V. Ruiz 32' | Reporte                | Morales 42' · Galindo 83' | Árbitro(s): Edgar Ulises Rangel | Árbitro(s): Edgar Ulises Rangel |
| Toluca avanzó a la Final. |                           |                        |                           |                                 |                                 |

| 25 de mayo de 2000, 20:00 | UNAM      | 1:1 (1:0) | Santos    | Estadio Olímpico Universitario, Ciudad de México |                              |
|                           | Olalde 8' | Reporte   | López 48' | Árbitro(s): Germán Arredondo                     | Árbitro(s): Germán Arredondo |

| 28 de mayo de 2000, 20:00 | Santos       | 1:0 (0:0) (Global 2:1) | UNAM | Estadio Corona, Torreón       |                               |
|                           | Borgetti 83' | Reporte                |      | Árbitro(s): Felipe Ramos Rizo | Árbitro(s): Felipe Ramos Rizo |
| Santos avanzó a la Final. |              |                        |      |                               |                               |

### Final
| 31 de mayo de 2000, 16:00 | Santos | 0:2 (0:1) | Toluca                       | Estadio Corona, Torreón      |                              |
|                           |        | Reporte   | V. Ruiz 23' · C. Morales 53' | Árbitro(s): Germán Arredondo | Árbitro(s): Germán Arredondo |

| 3 de junio de 2000, 15:00                    | Toluca                                                          | 5:1 (1:1) (Global 7:1) | Santos     | Estadio Nemesio Díez, Toluca  |                               |
|                                              | C. Morales 16' · Cardozo 61' 77' · R. García 85' · Martínez 89' | Reporte                | Romero 32' | Árbitro(s): Felipe Ramos Rizo | Árbitro(s): Felipe Ramos Rizo |
| Toluca campeón del Torneo Verano 2000 (7-1). |                                                                 |                        |            |                               |                               |

- Datos: Q3534532